# Den nøgne by
Den nøgne by er en dansk dokumentarfilm fra 1991, der er instrueret af Bo Ingemann Iversen.

## Handling
Filmen er en skildring af en natfotografs verden. Mogens Flindt er ansat hos BT og Nordfoto som kriminalfotograf. Hans arbejdsplads er København. Han har den egenskab, at han altid er først på pletten. Hans billedverden dokumenterer uheld, brand, vold, ødelæggelser. Filmen undersøger hans arbejdsbetingelser og hans etik.